# 庞山民
庞山民（2世纪—3世纪），名不祥，山民為其表字，一說字仙民，荆州襄阳（今湖北省襄阳市）人，东汉末年名士庞德公之子，也有佳名。娶诸葛亮姐。
曹操占据荆州（208年）后，庞山民與荊州眾臣一起隨曹操到許都，为曹魏黄门吏部郎。

## 家庭

### 父輩
- 其名不詳。伯父，龐統之父，在龐統去世後被拜為議郎，後來又遷為諫議大夫。
- 龐德公，父，漢末襄陽一帶的名士，善於品評人物。

### 同輩
- 龐統，從兄弟，劉備重要謀士。
- 龐林，從兄弟，龐統弟，以荊州治中從事加入黃權征吳，後夷陵之戰蜀汉大敗，隨黃權降魏，封列侯，官至鉅鹿太守。其妻習氏因賢淑聞名。

### 子輩
- 庞涣，名世文，西晋太康年间为牂牁郡太守。
- 龐宏，字巨師，從子，龐統子，為人剛直簡樸，傲視尚書令陳袛，為陳袛所抑，卒時任涪陵太守。

一些史书及罗贯中历史小说《三国演义》误作“庞德公字山民”，原文是“庞德公子字山民”，讹变为“庞德公字字山民”，最终讹变成“庞德公字山民”，误将庞德公和庞山民作一人。